# Lã Thiên Thành
Lã Thiên Thành (tiếng Trung: 呂天成; bính âm: Lǚ Tiānchéng; Wade–Giles: Lü T’ien-ch’eng; 1580–1618) là nhà viết kịch và nhà thơ Trung Quốc hoạt động vào cuối thời Minh.

## Văn nghiệp
Lã Thiên Thành được cho là tác giả của cuốn tiểu thuyết khiêu dâm Tú tháp dã sử (繡榻野史), mà ông đã chấp bút hồi còn độ tuổi thiếu niên. Theo bạn của ông và là một nhà phê bình chính kịch đương thời, Vương Kí Đức (王驥德), ông còn viết một cuốn tiểu thuyết lãng mạn khác mang tên Nhàn tình biệt truyện (閒情別傳) "cho vui". Đã chuyển thể một số bộ vở kịch bao gồm Tây sương ký và Bạch thố ký, Bản thân ông cũng là một nhà phê bình kịch. Tác phẩm nổi tiếng năm 1613 của ông có nhan đề Khúc phẩm (曲品) bao gồm khoảng 90 tiểu sử của các nhà viết kịch, cùng với các bài bình luận về các vở kịch đáng chú ý từ triều đại Yuan đến triều đại nhà Minh; theo Từ điển lịch sử sân khấu Trung Quốc, Khúc phẩm là "một trong những cuốn sách có ảnh hưởng nhất về kinh kịch, Nam kịch, truyền thuyết và Côn kịch."

### Trích dẫn
1. ↑  Wong 2007, tr. 292.
2. ↑  Wong 2007, tr. 291.
3. ↑  Ye 2013, tr. 175.
4. ↑  Ye 2013, tr. 214.